# Мякинин, Тимофей Яковлевич
Мякинин, Тимофей (Малафей) Яковлевич (около 1750-после 1803) — офицер Российского императорского флота, участник русско-турецкой войны (1787—1791) годов, осады крепости Очаков, сражения при Калиакрии. Георгиевский кавалер, капитан 2 ранга.

## Биография
В 1769 году поступил кадетом в херсонский морской кадетский корпус. 28 февраля 1773 года произведён в подпрапорщики морских полков. Был командирован в Великий Устюг за рекрутами, с которыми прибыл в Архангельск. В 1774 году на фрегате «Полярная звезда» плавал в Белом море. В 1775 году на корабле № 55 перешёл из Архангельска в Кронштадт. В 1777 и 1778 годах на линейном корабле «Азия» плавал между Кронштадтом и Ревелем. 31 декабря 1778 года произведён в прапорщики.

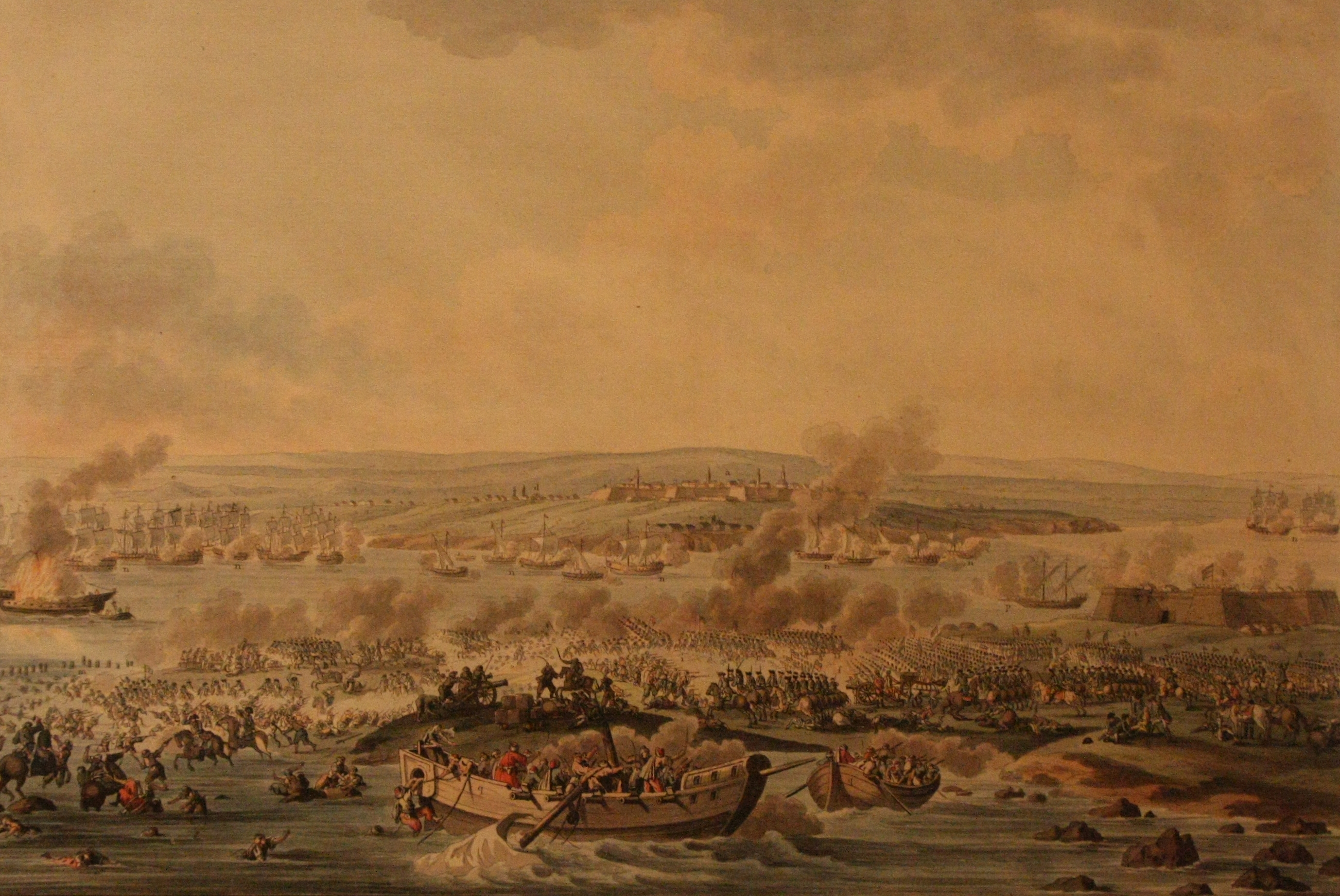
Бой у Кинбурна. 1787 год

В 1779 году командирован в таганрогский порт. В 1781—1785 годах на новоизобретённом корабле «Хотин» и фрегате «Скорый» крейсировал в Чёрном море. 1 января 1785 года произведён в поручики. В 1787 году на фрегате «Скорый» был у проводки линейных кораблей «Владимир» и «Александр» из Херсона в Севастополь. В августе того же года, в ходе русско-турецкой войны 1787—1791 годов, участвовал на том же фрегате в кинбурнской баталии с турецкой гребной флотилией у Кинбурнской косы в Днепровском лимане.
В 1788 году был переведён в Днепровскую гребную флотилию под командование контр-адмирала принца К. Г. Нассау-Зигена. На галере № 5 прибыл к Очакову, где 17 июня участвовал в сражении с турецким флотом, был ранен пулей в ногу. В тот же день был переименован в лейтенанты за отличие. В своей реляции от 21 июня 1788 года принц Нассау-Зиген писал: « в двух сражениях раненых 10 человек, в числе их находится г. Мякинин; этот офицер, выказавший отчаянную храбрость в двух первых сражениях, согласился, по моей просьбе, участвовать в третьем на своей галере, хотя опасно раненый и принуждённый распоряжаться лежа, этот храбрый офицер еще более отличился в сражении 18 числа…». 22 июля 1788 года был пожалован «за отличные подвиги, оказанные в поражении турецких морских сил в 1788 году на лимане при Очакове» орденом Святого Георгия 4 класса № 534 (256).
30 августа, 9 октября и 23 ноября 1788 года участвовал у Очакова в истреблении неприятельских судов, за что был награждён 19 октября 1788 года золотою шпагой с надписью «За храбрость».
В 1789 году на линейном корабле «Иосиф II» плавал в Чёрном море. В 1790 году был у проводки 40-пушечного корабля «Навархия» из Херсонского адмиралтейства до Очакова. 31 июля 1791 года на том же корабле, в составе эскадры контр-адмирала Ф. Ф. Ушакова, участвовал в сражении с турецким флотом при Калиакрии.
В 1792 и 1793 годах командуя транспортным судном № 3, плавал по черноморским портам. В 1794—1796 годах был у описи лесов в Минской губернии. В 1797 году на фрегате «Навархия» крейсировал в Чёрном море. В 1798 году, командуя «беломорским» фрегатом «Святой Николай», плавал в Чёрном и Азовском морях. В 1799 году командовал тем же фрегатом в Средиземном море. 28 ноября произведён в капитан-лейтенанты. В 1801 году командовал в Херсоне строившемся там 110-пушечным кораблём. В 1802 году находился в Николаеве при призовой комиссии асессором, затем назначен командиром линейного корабля «Святой Павел», который находился на тимберовке в Николаеве. 30 января 1803 года высочайшим повелением был отставлен от службы с чином капитана 2 ранга, «мундиром и полным жалованием из капитула военного ордена за полученные в сражения раны».